# Phytoecia vaulogeri
Phytoecia vaulogeri là một loài bọ cánh cứng trong họ Cerambycidae.